# RiskyKidd
Шейн Шуллер (англ. Shane Schuller), відомий під псевдонімом RiskyKidd (нар. 17 червня 1994 року, Лондон, Велика Британія) — грецький репер. Народився у Лондоні, батько родом з Німеччини, мати — з Ямайки, пізніше сім'я переїхали до Греції. Разом з дуетом «Freaky Fortune» представлятиме Грецію на пісенному конкурсі Євробачення 2014 у Копенгагені, Данія, з піснею «Rise Up».

## Дискографія
Сингли
- 2013: «Good Life» (спільно з The Hype)
- 2012: «All the Time» (спільно з Playmen, Courtney та Єленою Папарізу)
- 2013: «Rhythm Is a Dancer» (спільно з HouseTwins and Courtney)
- 2013: «Angel» (Alex Leon спільно з Giorgina (національний відбір на Євробачення 2013)
- 2013: «The Sun» (Demy спільно з Epsilon та Alex Leon)
- 2013: «I can't breathe» (Костас Мартакіс та Христина Салті)
- 2014: «Rise Up» (спільно з Freaky Fortune)

Відео
- 2011: «Pain»